# 麦基 (肯塔基州)
麦基（英語：McKee），是美国肯塔基州的一座城市。面积约为6平方公里（2.3平方英里）。根据2010年美国人口普查，该市的人口为800人。